# Estatua de la Victoria Alada
Victoria Alada es una estatua de bronce que representa a la Victoria alada de Samotracia (Nike) coronando la cúpula del Edificio Metrópolis en la Calle Alcalá 39, Madrid (España).

## Historia y descripción
La cúpula del edificio (la más alta de Madrid cuando se inauguró en 1911, construida inicialmente por La Unión y el Fénix) fue originalmente coronada por un grupo escultórico de René de Saint-Marceaux describiendo a Ganímedes y un pájaro fénix. Tras la compra en 1972 del edificio por una compañía llamada Metropólis y la intención declarada de La Unión y el Fénix para llevarse el grupo escultórico original a otro lugar, se llevó a cabo un proyecto para una nueva escultura por parte de Federico Coullaut-Valera. Mide 6 metros de altura y pesa 3000 kg (el doble que el grupo escultórico de Ganímedes y el Fénix), la nueva escultura, que representa la victoria alada, fue realizada en bronce. Se instaló en la cúpula el 11 de octubre de 1977. El grupo escultórico original fue trasladado a Castellana 33, a la nueva sede de La Unión y el Fénix, también engendrando algunas réplicas. En 2018, la Real Academia de Bellas Artes de San Fernando informó que el grupo escultórico original de Castellana 33 había sido sacado de su ubicación y "probablemente" destruido.
El yeso original de la escultura fue subastado en junio de 2019 por 2.200 euros.
La figura de la estatua formó parte de una tarjeta navideña publicada por el Ayuntamiento de Madrid en el que se reimaginaba como un ángel católico plenamente vestido. Esto generó controversia on-line en diciembre de 2020.